# 野田敬生
野田 敬生（のだ ひろなり、1970年5月 - ）は、日本の元公安調査官、元フリージャーナリスト。公安調査庁問題をはじめとする暴露記事を執筆していた。祖父は阪神電鉄の社長や阪神タイガースのオーナーを務めた野田誠三。当初は吉見太郎、半田雄一郎のペンネームで活動していた。今後は有機農業の農家に転身すると発表し、2009年には本人管理の全てのウェブサイトが削除された。
反公安調査庁の立場から調査報道を試み、実体験のある公安調査庁関係の記事が多かった。寺澤有や山岡俊介と親しく、メールマガジンサイバッチとも関係があった。前衛的革命家の外山恒一とも交流があった。以下、野田の略歴およびジャーナリズム活動と、野田のライフワークとも言えた「公安調査庁批判」に深く関わるものについて記述する。

## 経歴
- 1993年 - 国家公務員採用I種試験合格
- 1994年4月 - 東京大学文学部言語学科を中退して公安調査庁に国家I種職で入庁。革マル派、宮崎学に対する獲得工作などを担当した。
- 1998年夏 - アメリカ中央情報局（CIA）情報分析研修に派遣された[1]。
- 1998年12月12日 - 上司の女性キャリアに交際を申し込み断られたことに腹を立て、腕をつかむなどの暴力事件を起こした。このことが女性キャリアから幹部へと報告される一方、野田は約2週間無断欠勤し、12月31日付で依願退職した[2]。
- 1999年2月-9月 - 自宅アパートについて、公安調査庁から24時間体制の監視や階下を借り上げられ、暗視カメラの設置などの監視活動を断続的に受けた。このころ、野田は、前記女性キャリア自宅あてに脅迫状を送付したり、6,000回以上の無言電話をするなどのストーカー行為を行っていた。
- 1999年4月 - 『噂の眞相』5月号「特集4: "スパイ機関"公安調査庁の醜悪なる情報公開法黙殺の機密文書隠蔽工作」が野田の情報提供をもとに掲載される。
- 1999年8月 - 『お笑い公安調査庁』（「吉見太郎とその仲間」名義、現代書館）、同9月『溶解する公安調査庁』（「半田雄一郎」名義、現代書館）を出版。
- 1999年11月 - 公安調査官名簿600人分がネットに流出。ワシントンポスト紙では野田が関与したことを示唆した記事が掲載された。名簿の出所は野田である。
- 2000年3月 - 『CIAスパイ研修』（現代書館）を出版。
- 2000年6月 - 『創』7月号でストーカーのMと「ストーカー対談」を行う。
- 2000年7月 - ネット上で英文の公安調査官名簿1,200名分を公開。
- 2000年9月14日 - 公安調査庁のアレフ（旧オウム真理教）施設の立入検査にあたって、アレフ施設内に事前に立ち入り、立入検査の模様をビデオカメラで撮影した。直後から、公安調査庁による自宅の監視を受ける。
- 2000年9月23日午前8時頃 - 乗用車で自宅アパートの入口前の道路を塞いだ状態で監視中の公安調査庁職員3名との間にトラブル（国によれば「一回殴打」、野田によれば「片手で肩に触れた」）が発生、一旦自室に戻った野田は数時間後に暴行の準現行犯で逮捕された。
- 2000年10月10日 - 処分保留のまま釈放、11月7日、暴行容疑については不起訴処分となる。
- 2000年12月28日 - 公安調査庁の調査活動（1999年と2000年の自宅の監視など）と前記逮捕勾留について、それぞれ国家賠償請求訴訟を起こす。
- 2001年2月 - 『公安調査庁（秘）文書集』（角田富夫編、社会批評社）刊行。解説を執筆。
- 2001年9月 - 『創』10月号「公安調査庁「工作日誌」暴露の衝撃と波紋」を執筆。
- 2003年8月 - 『創』8月号及び9月号で執筆した（武富士盗聴問題などに関する記事について執筆）。12月に武富士に対して反訴。
- 2004年2月25日 - 調査国賠控訴審一部勝訴。2000年の監視について違法性を認定。
- 2004年3月 - 8月に提訴された訴訟について武富士が請求放棄。反訴については和解し武富士から500万円を受領した。
- 2005年6月3日 - 調査国賠、被告国の上告の不受理による高裁判決確定。
- 2005年10月 - 『東京三菱銀行 消えた「156億円」預金』（雷韻出版）を出版。
- 2006年3月7日 - FLASH3月21日号に『オウム信者が民主党に「宣伝戦略」を指南！』を掲載。
- 2007年1月 - 『諜報機関に騙されるな!』（筑摩書房）を出版。
- 2008年2月 - 『心理諜報戦』（筑摩書房）を出版。
- 2008年6月 - 『公安調査庁の深層』（ちくま文庫）を出版。
- 2009年　- 2009年にはネット上のページを全て削除している。また、農業に転身すると削除前に発表していた。

## 著作
- 「お笑い公安調査庁」（「吉見太郎とその仲間」名義、1999年、現代書館）
- 「溶解する公安調査庁」（「半田雄一郎」名義、1999年、現代書館）
- 「CIAスパイ研修―ある公安調査官の体験記」（2000年、現代書館）
- 「東京三菱銀行 消えた「156億円」預金」（2005年、雷韻出版）
- 「諜報機関に騙されるな!」（2007年、筑摩書房）
- 「心理諜報戦」（2008年2月、筑摩書房）ISBN 978-4480064110
- 「公安調査庁の深層」（2008年6月、ちくま文庫）ISBN 978-4480424471

## 関連
- 寺澤有
- 山岡俊介
- 宮崎学
- 外山恒一
- 公安調査庁